# Tempura

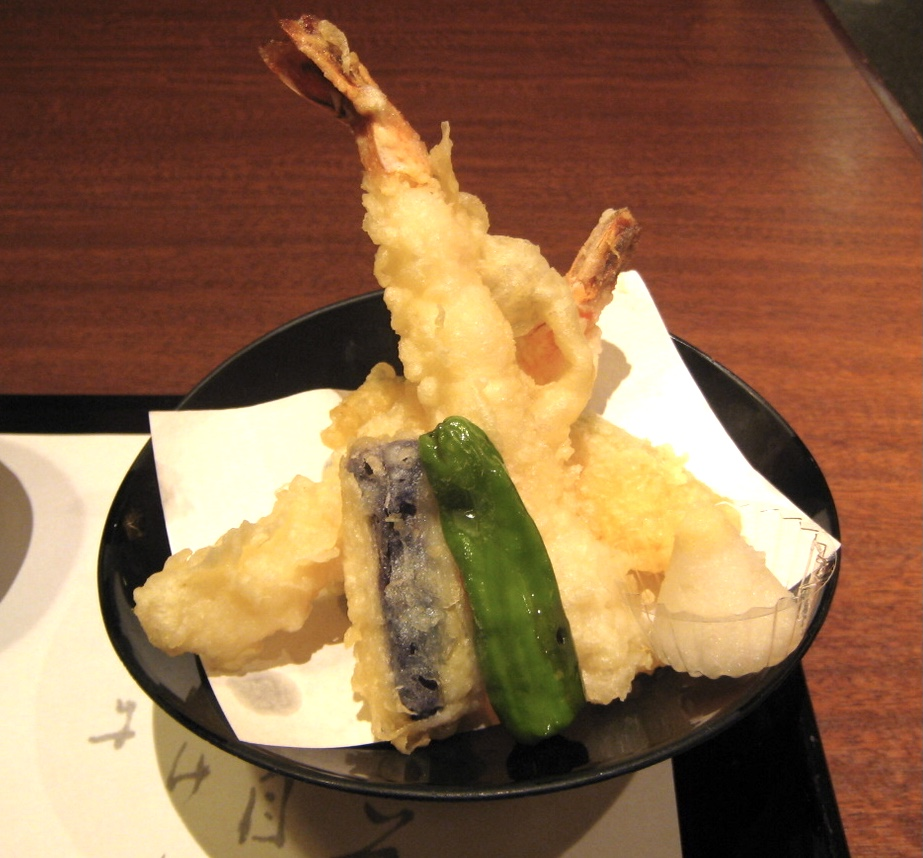
Ebi tempura – frittierte Garnelen nach Tempura-Art

Tempura, auch Tenpura, (jap. てんぷら / 天ぷら / 天プラ / 天麩羅 / 天婦羅) ist eine Zubereitungsvariante frittierter Speisen in der japanischen Küche. Mit einem Teigmantel aus Mehl, Ei und Eiswasser versehen, werden diverse Fisch-, Pilz- und Gemüsesorten sowie Sprossen und junge Blätter in heißem (140 bis 190 °C) Öl schnell ausgebacken.

## Geschichte
Von der Nara-Zeit bis zur Heian-Zeit waren chinesische frittierte Gerichte mit einem Teig aus Reismehl ummantelt. Als im 16. Jahrhundert portugiesische Missionare in das Land kamen, brachten sie neben Rezepten auch den Weizen nach Japan. Da es jedoch schon vorher in Fett ausgebackene Gerichte gab, die nicht auf Weizenmehl beruhten, gibt es bis heute Verwechslungen der Begriffe.
Die Zubereitungsart und das Wort Tempura wurden daher vermutlich im 16. Jahrhundert von portugiesischen Jesuiten-Missionaren übernommen. Das Wort Tempura leitet sich vom lateinischen tempora (Zeiten) ab, was eine Andeutung auf die Fastenzeit ist, in der die katholische Kirche den Christen kein Fleisch erlaubte.

## Zubereitung

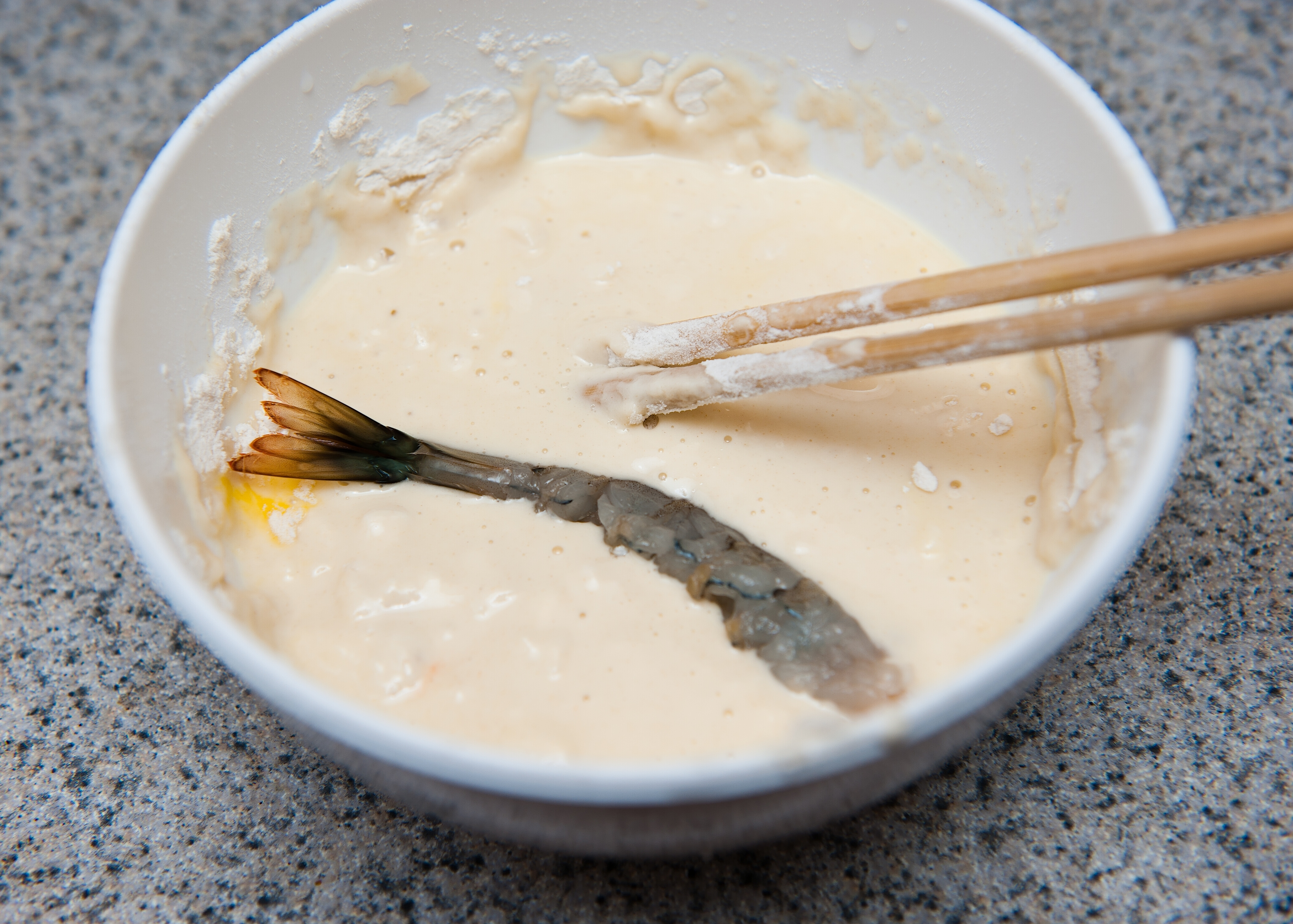
Ummanteln einer einzelnen Tempura-Zutat (hier Garnele) mit Tempura-Ausbackteig (durch Eintauchen in den dickflüssigen Teig)

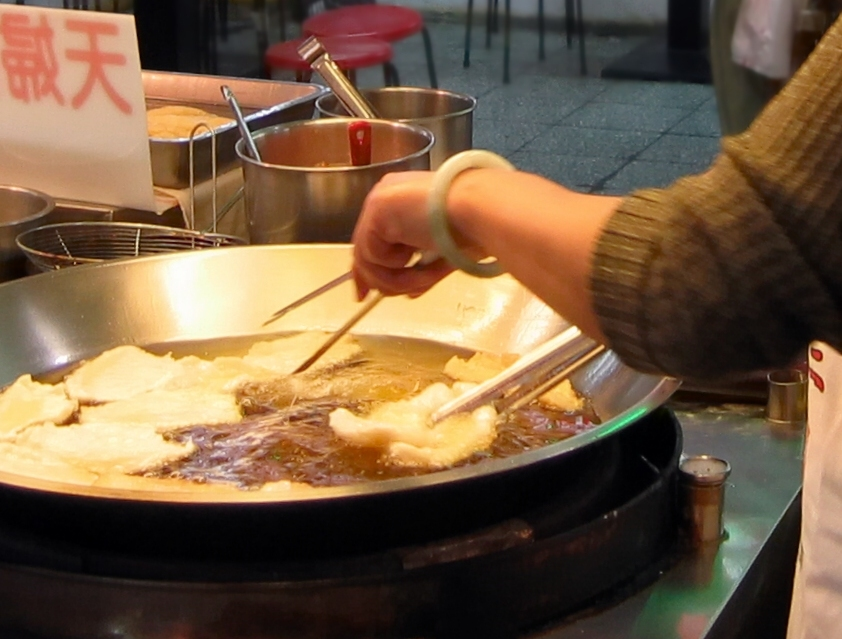
Frittieren von mit Tempura-Teig ummantelten Einzelzutaten

In Japan verwendet man für Tempura glutenarmes Weizenmehl oder spezielles Tempuramehl, dessen Hauptbestandteil Weizenmehl ist, dem daneben Reismehl, Stärke und Backpulver zugesetzt werden. Dieses Mehl wird im privaten Haushalt ebenso wie in der Gastronomie verwendet. In anderen Ländern ist es teils in asiatischen Lebensmittelgeschäften, teils im Feinkosthandel erhältlich ist. Besonders zum Ausbacken geeignet sind Meeresfrüchte wie Garnelen und Hummerkrabben sowie Kabeljau, andere weißfleischige Fischarten, Tintenfisch und Aal. Zu den bevorzugten Gemüsearten zählen Süßkartoffel, Lotuswurzeln, Aubergine, Schoten, Zwiebeln, Karotten, Paprika, Zucchini, Spargelspitzen, Seetang, Bambussprossen und Pilze. Auch Rind- und Schweinefleisch, regional auch Hühnchen, werden als Tempura verarbeitet. Außerhalb von Japan wird auch Obst (z. B. Banane) auf diese Weise zubereitet.
Im Allgemeinen mischt man 1 Ei mit 2 bis 3 Teilen kaltem Wasser und gibt zu dieser Menge die gleiche Menge an glutenarmem feinen Weizenmehl hinzu. Der Teig wird knuspriger, wenn man den Wasseranteil in Bezug zum Ei erhöht.
Ursprünglich waren Tempura Reste aus der Fett- beziehungsweise Frittierpfanne, in der kleine Teig- und Gemüsestücke nach dem Braten des Hauptfrittierguts abgeschöpft und als besonders krosse salzige Variante angeboten wurden.
Tempura ist im Gegensatz zu den sonstigen Gebräuchen der japanischen Küche sehr fetthaltig. Es wird als Hauptspeise verzehrt und auch als kombiniertes Gericht mit Soba, auf Reis (als „Tendon“) und anderen fettarmen Speisen. Tempura wird in der Regel mit Tentsuyu-Sauce bzw. mit einer aus Reiswein und Soja-Sauce zubereiteten Dip-Sauce, der geriebener Rettich und Ingwer zugefügt wird, sofort nach der Zubereitung verzehrt. Auch in Sushi hat Tempura Einzug gehalten und wird oft als warme Füllung verwendet. Außerhalb von Japan werden auch ganze Sushirollen als Tempura zubereitet.
In Italien gibt es eine sehr ähnliche Zubereitungsart, die als Fritto misto bezeichnet wird.

## Galerie

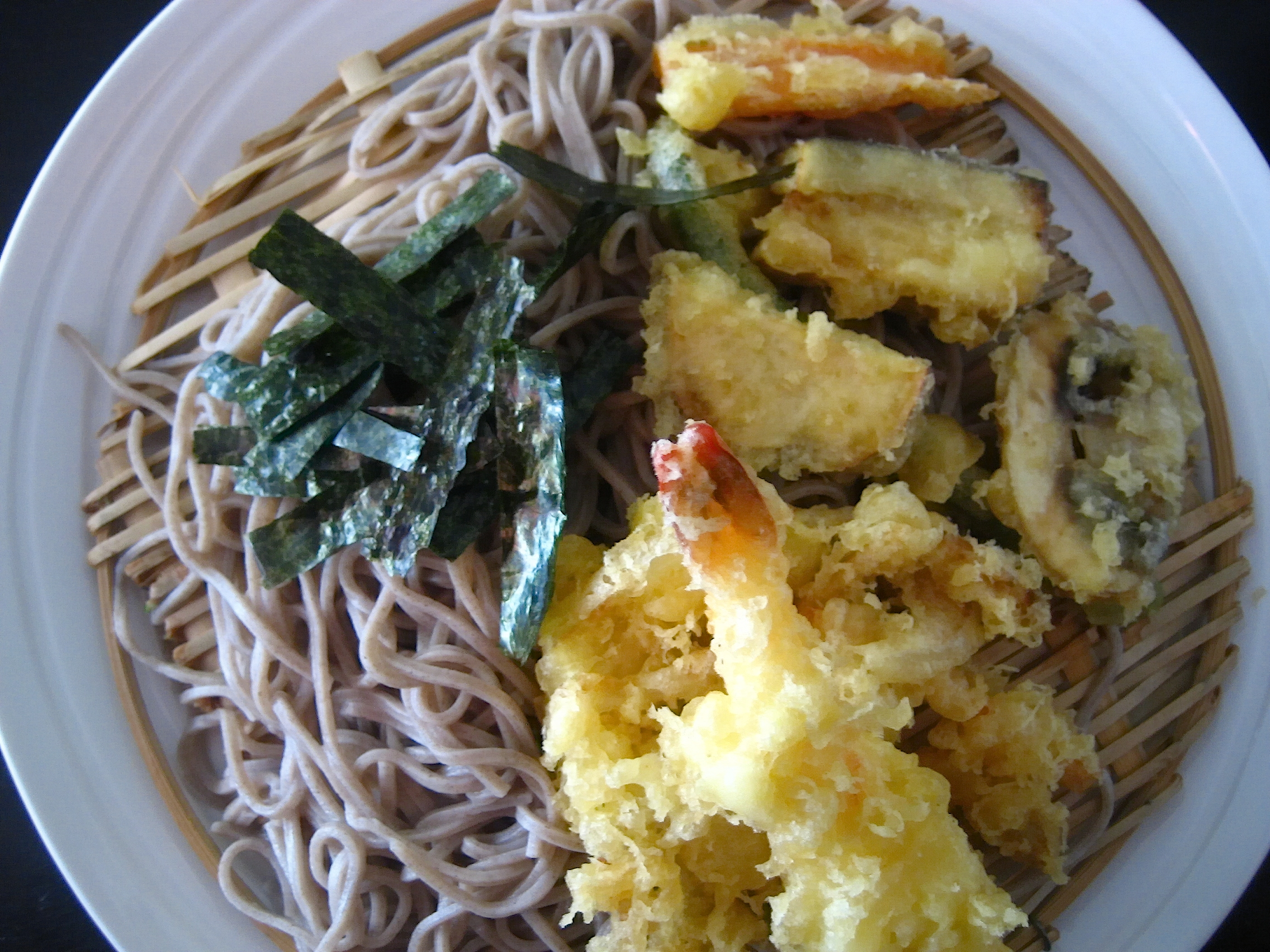
Tempura mit Soba-Nudeln (hier u. a. mit frittierten Garnelen und verschiedene Gemüsesorten)
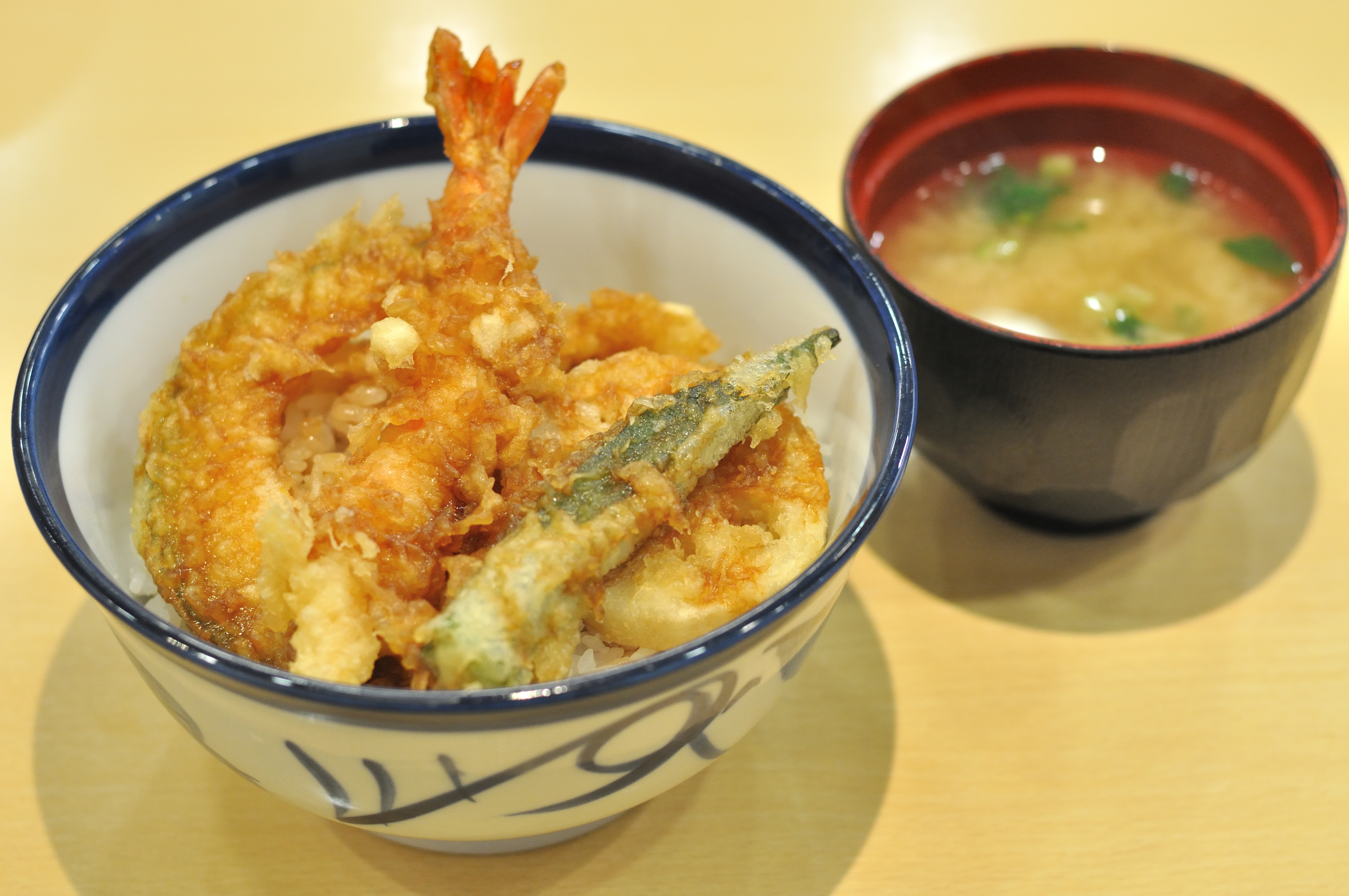
Tendon mit Miso-Suppe (Gericht aus Tempura auf Reis; hier mit frittierten Meeresfrüchte und Gemüse)
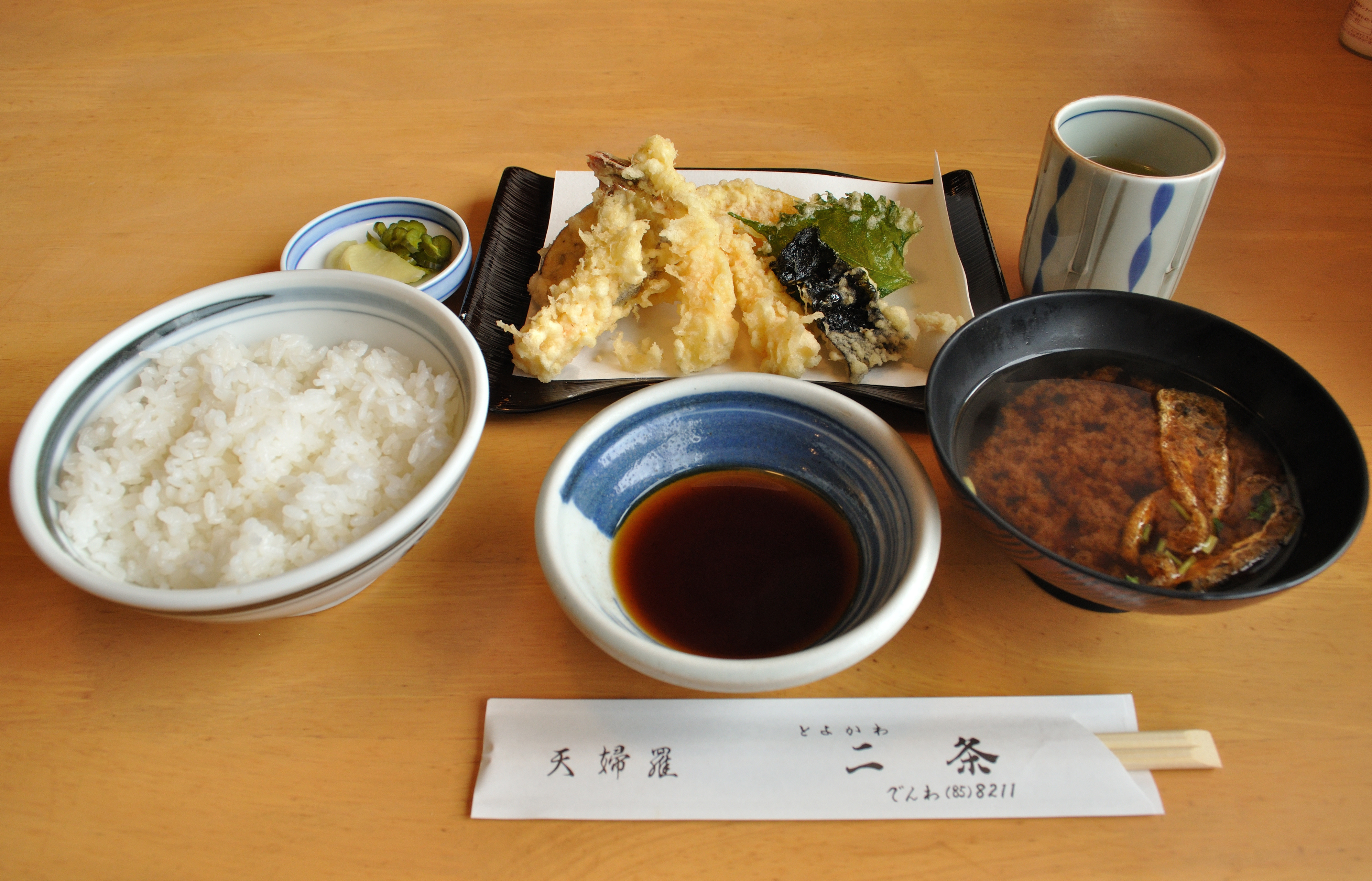
Tempura-Menü mit Reis, Suppe, Tentsuyu-Sauce, Tsukemono, frittierten Garnelen und Fisch mit Tee

## Fußnote
1. ↑  Ebi tempura (えび天ぷら) – dt. etwa „frittierte Garnelen nach Tempura-Art“ – sind in der Farbe der Panade heller gegenüber Ebi furai (エビフライ ‚frittierte Garnelen‘) deren Panade meist dunkler erscheint (siehe Beispielbild)